# Långdans
Långdans är en typ av dans där deltagarna håller i varandra och dansar i en slingrande formation. Det händer att långdans uppstår efter ringdans. Till skillnad från ringdans finns det alltid två personer som har en hand fri och därmed kan deltagarna i långdansen förflytta sig från ursprungsplatsen för att eventuellt återvända senare.
Det finns flera ålderdomliga folkmusikmelodier bevarade i form av långdanser. Förr kunde långdans även syfta på andra danser, exempelvis där deltagare i par stod uppställda mittemot varandra i rader och sedan dansade paren i tur och ordning mellan raderna. Sådan långdans kunde förekomma på bröllop i början av 1900-talet. Ordet långdans är belagt i svenska språket sedan 1688.

## Exempel på långdanser
- Raketen
- Nu är det jul igen